# 7º Battaglione carri "M.O. Di Dio"
Il 7º Battaglione carri "M.O. Di Dio" è stato un battaglione della specialità carristi dell'Esercito Italiano in servizio da gennaio 1941 a gennaio 1942 e poi dal 1948 al 1991, dal 1974 fu intitolato alla memoria di Alfredo Di Dio, Tenente dei carristi medaglia d'oro al valor militare della seconda guerra mondiale.

## Origini
Le origini del reparto risalgono al VII Battaglione carri M13/40 del Regio Esercito, costituito nel corso della seconda guerra mondiale precisamente il 30 gennaio 1941 presso il deposito del 32º Reggimento fanteria carrista in Verona con parte del personale proveniente dal disciolto IV Battaglione carri L del 32º Reggimento. Trasferito in Africa Settentrionale il 15 febbraio 1941 inizialmente alle dipendenze dello stesso 32° per poi passare, il 31 agosto 1941, insieme ai battaglione carri VIII e IX, alle dipendenze del neocostituito 132º Reggimento fanteria carrista della 132ª Divisione corazzata "Ariete", prese parte alla campagna del Nordafrica, partecipando alla prima e alla seconda battaglia di Bir el Gobi e alla battaglia di Sidi Rezegh.
Nel corso della Campagna in Africa Settentrionale fu comandato dal Maggiore Alberto Andreani (M.O.V.M.) e dal Capitano Simone URSO (M.A.V.M.).
Dopo un brevissimo periodo di riordinamento, il battaglione prese parte, tra il 21 e il 29 gennaio 1942, alle prime operazioni per la riconquista della Cirenaica, che si conclusero con la rioccupazione di Bengasi e alla fine del mese di gennaio, decimato, venne sciolto, e in sostituzione il reggimento ricevette il X Battaglione carri M14/41, proveniente dal 133º Reggimento carristi.

## La ricostituzione
La storia del battaglione riprese vita il 25 maggio 1948 quando venne costituito il I Battaglione carri equipaggiato con carri medi M4 Sherman, che il 2 giugno 1948 sfilò a ranghi completi davanti al Presidente della Repubblica Luigi Einaudi in via dei Fori Imperiali in occasione della festa della Repubblica, prima unità a sfilare su mezzi corazzati dinnanzi ad un Presidente della Repubblica Italiana. Il 10 luglio 1948 il I Battaglione carri, insieme al II Battaglione carri, anche questo costituito il 25 maggio 1948, diedero vita, presso il forte di Pietralata a Roma, al 1º Reggimento carristi che il 1º settembre 1948 venne assegnato alla Brigata corazzata "Ariete", costituitasi il 23 maggio 1948 a Roma con la denominazione di Raggruppamento corazzato "Ariete" e che il 1º giugno 1948 divenne Brigata corazzata "Ariete", nel corso dell'anno trasferta a Pordenone. Il 1º aprile 1949 il 1º Reggimento carristi assunse la denominazione di 132º Reggimento carristi "Ariete" il quale, per l’eroico comportamento tenuto nel corso della seconda guerra mondiale, il 25 luglio 1949, nel corso di una cerimonia tenutasi nella Piana di Comina a Pordenone, ricevette dal Ministro della Difesa Pacciardi la Bandiera di guerra decorata contestualmente con una Medaglia d'oro al valor militare.
Il 29 aprile 1950 il Reggimento trasferì tutti i suoi reparti presso la Caserma "Salvatore Zappalà" di Aviano insistente su di un sedime aeroportuale dell'Aeronautica militare ceduto all'Esercito Italiano, confinante con l'aeroporto militare di Aviano, che diverrà la sede storica reggimentale. Il 1º ottobre 1952 la Brigata "Ariete" venne elevata a livello di Divisione, cambiando la sua denominazione in Divisione corazzata "Ariete", e il 29 dicembre 1952 l'intera linea carri del reggimento venne sostituita con l'adozione dei carri M47 Patton.
Il 5 gennaio 1959 i battaglioni del 132º Reggimento carristi cambiarono numerazione riassumendo quella storica avuta in guerra: il I Battaglione carri fu ridenominato VII Battaglione carri, il II Battaglione divenne l'VIII e il III Battaglione, che era stato nel frattempo costituito aggiungendosi ai precedenti, fu ridenominato X Battaglione.
Il 1º luglio 1963, il 132º Reggimento carristi venne articolato su due battaglioni carri e un battaglione bersaglieri, ricevendo il XXXVIII Battaglione bersaglieri, equipaggiato con VTT M113, cedendo in cambio, il 1º agosto, il VII Battaglione carri all'8º Reggimento bersaglieri.

## 7º Battaglione carri "M.O. Di Dio"
Con la profonda ristrutturazione dell'Esercito Italiano del 1975, che aboliva il livello reggimentale, il 31 ottobre 1975 l'8º Reggimento bersaglieri venne sciolto dando vita al Comando 8ª Brigata meccanizzata "Garibaldi" e i suoi battaglioni dal 1º novembre divennero autonomi in seno alla brigata: il III Battaglione bersaglieri fu ridenominato 3º Battaglione bersaglieri "Cernaia", il XII Battaglione bersaglieri divenne 26º Battaglione bersaglieri "Castelfidardo" e il VII Battaglione carri fu ridenominato 7º Battaglione carri "M.O. Di Dio".
Il 7º Battaglione carri "M.O. Di Dio" venne articolato su comando, compagnia comando e servizi e tre compagnie carri. La sede fu trasferita a Vivaro (PN) e con decreto 12 novembre 1976 gli venne concessa la Bandiera di guerra ex novo. In ricordo della lunga militanza bellica nei ranghi del 132º Reggimento carri, gli viene conferito un duplicato della medaglia d'oro al valor militare concessa nel 1949 alla bandiera di guerra del predetto reggimento. 
Con la fine della guerra fredda, con il previsto trasferimento della 8ª Brigata meccanizzata "Garibaldi" in Campania e di un radicale riassetto ordinativo della brigata stessa, il 7º Battaglione carri "M.O. Di Dio" veniva posto in posizione "quadro" il 31 maggio 1991 e la sua Bandiera di guerra versata al Sacrario delle Bandiere del Vittoriano a Roma, il 13 dello stesso mese.